# Palaua inconspicua
Palaua inconspicua är en malvaväxtart som beskrevs av Ivan Murray Johnston. Palaua inconspicua ingår i släktet Palaua och familjen malvaväxter. Inga underarter finns listade i Catalogue of Life.